# AVIF
AVIF (AV1 Image File Format) je otevřený, licenčními poplatky nezatížený rastrový grafický formát se ztrátovou i bezeztrátovou kompresí. Využívá kódování video formátu AV1 pro formát souboru (kontejneru) HEIF.
AVIF je uznáván jako jeden z nejvýkonnějších a nejefektivnějších formátů pro ukládání obrazových souborů.
V porovnání se staršími formáty (JPEG, PNG, WebP) poskytuje AVIF vysokou kvalitu obrazu s výrazně menší velikostí souboru. Soupeří s jiným moderním formátem: JPEG XL.

## Funkce
AVIF podporuje obrazy s vysokým dynamickým rozsahem (HDR) a širokým barevným gamutem (WCG) a také standardní dynamický rozsah (SDR). Podporuje monochromatické obrazy i vícekanálové obrazy s 8-, 10- a 12bitovými hloubkami. AVIF podporuje různé barevné prostory, jako sRGB, DCI-P3 a Rec.2020. Podporuje také alfa kanály pro zajištění průhlednosti.
Formát kombinuje moderní technologie pro kódování obrazu a používá principy jako prediktivní kódování a variabilní délka kódování.

## Podpora formátu

### Operační systémy
- Windows (Windows 10 a novější) – podpora např. v Průzkumníku souborů a Malování[6]
- Android (Android 12 a novější)[7]
- Linux –⁠ AVIF je široce podporován v Linuxových distribucích. Od vydání libavif 0.8.0 v červenci 2020, kdy byl přidán plugin GdkPixbuf, je AVIF podporován ve většině aplikací GNOME/GTK.[8] KDE Frameworks přidali podporu AVIF s vydáním knihovny KImageFormats v lednu 2021, umožňující aplikacím KDE/Qt podporu zobrazení a ukládání AVIF.[9]
- OS od Apple – iOS 16, iPadOS 16, macOS Ventura[10][11]

### Webové prohlížeče
Formát AVIF je podporován v následujících webových prohlížečích:
- Google Chrome (verze 85 a novější)[12]
- Mozilla Firefox (verze 87 a novější)[13]
- Opera (verze 76 a novější)[14]
- Safari (verze 16 a novější) – Safari je založené na WebKitu, podpora závisí na operačním systému. Pokud macOS a iOS nepodporují AVIF, Safari také ne.[15]

### Další platformy a aplikace
Mimo jiné je formát podporován v následujících aplikacích a platformách:
- Zoner Studio
- Adobe Illustrator CC (verze 2022 a novější)[16]
- Netflix[17]
- GIMP (verze 2.10.22 a novější)[18]